# مرنة النغمة

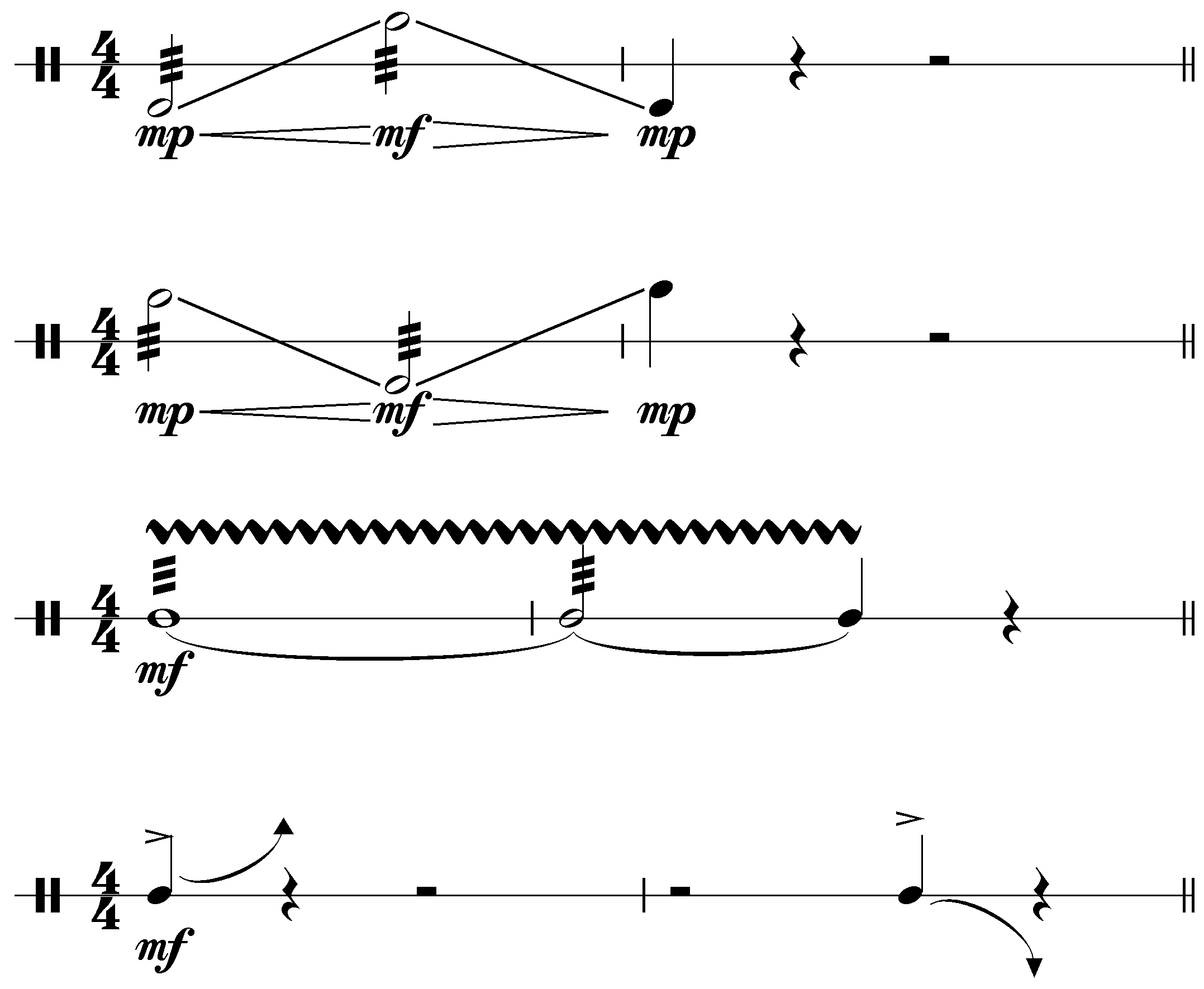
تدوين موسيقى المقترح لمرنة النغمة، باستخدام رموز اللفافة للارتعاش والحدة التقريبية

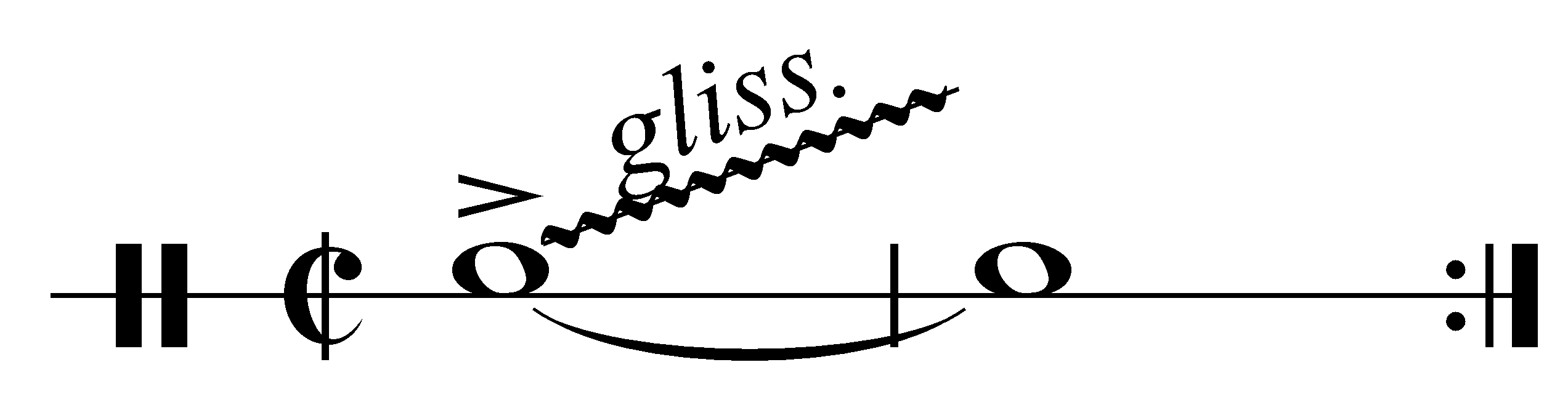
نمط إيقاعي يمكن عزفه بسهولة على مرنة النغمة

مَرِنَة النغمة (بالإنجليزية: Flexatone) أو المعدنية المرنة (بالإنجليزية: Fleximetal) هي آلة إيقاعية حديثة (ذاتية التصويت نقرية بشكل غير مباشر [الإنجليزية]
) تتكون من صفيحة معدنية مرنة صغيرة معلقة في إطار سلكي تنتهي بمقبض. تُستخدم في الرسوم المتحركة الكلاسيكية لتأثير المنزلق الخاص بها، وصوتها قابل للمقارنة بالمنشار الموسيقي [الإنجليزية]
.